# Trnjane (Negotin)
Pour les articles homonymes, voir Trnjane.
Trnjane (en serbe cyrillique : Трњане) est un village de Serbie situé dans la municipalité de Negotin, district de Bor. Au recensement de 2011, il comptait 365 habitants.
Trnjane est situé sur les bords de la Jasenička reka, un affluent du Danube.

## Démographie

### Évolution historique de la population
| 1948  | 1953  | 1961 | 1971 | 1981 | 1991 | 2002 | 2011 |
| ----- | ----- | ---- | ---- | ---- | ---- | ---- | ---- |
| 1 004 | 1 008 | 969  | 940  | 813  | 667  | 479  | 365  |

|  |